# Bradley Bozeman
Bradley Bozeman (geboren am 24. November 1994 in Roanoke, Alabama) ist ein US-amerikanischer American-Football-Spieler auf der Position des Centers. Er wird auch als Guard eingesetzt. Bozeman spielte College Football für die University of Alabama und steht zurzeit bei den Los Angeles Chargers in der National Football League (NFL) unter Vertrag. Zuvor spielte er für die Baltimore Ravens und die Carolina Panthers.

## College
Bozeman besuchte die Handley High School in seiner Heimatstadt Roanoke, Alabama, und ging ab 2013 auf die University of Alabama, an der er College Football für die Alabama Crimson Tide spielte. Nach einem Jahr als Redshirt war er zwei Saisons lang Ersatzspieler und gewann mit Alabama das College Football Playoff National Championship Game 2015 gegen Clemson, bevor er 2016 als Center in die Stammformation aufrückte. In der Saison 2017 wurde Bozeman zu einem der Teamkapitäne berufen und bestritt jedes Spiel als Starter. Er wurde in das All-Star-Team der Southeastern Conference (SEC) gewählt und gewann mit der Crimson Tide das Spiel um die nationale Meisterschaft gegen die Georgia Bulldogs.

## NFL
Bozeman wurde im NFL Draft 2018 in der sechsten Runde an 215. Stelle von den Baltimore Ravens ausgewählt. Als Rookie kam er in 14 Partien zum Einsatz, ein Spiel bestritt er wegen eines verletzungsbedingten Ausfalls als Starter. In der Vorbereitung auf die Saison 2019 konnte er überzeugen, sodass er als Starter in sein zweites NFL-Jahr ging. In den Spielzeiten 2019 und 2020 war Bozeman Stammspieler auf der Position des Left Guards. Vor der Saison 2021 wechselte er auf die Position des Centers, nachdem in der Vorsaison Matt Skura auf die Bank gesetzt worden war und sein Ersatzmann Patrick Mekari nicht hatte überzeugen können.
Im März 2022 nahmen die Carolina Panthers Bozeman für ein Jahr unter Vertrag. Bei den Panthers konkurrierte er in der Saisonvorbereitung mit Pat Elflein um die Position in der Startaufstellung als Center. Bozeman verletzte sich in der Preseason, weshalb Elflein als Starter in die Saison ging. Nachdem Elflein mit einer Hüftverletzung für den Rest der Saison ausgefallen war, übernahm Bozeman für die verbleibenden elf Spiele als Center. Im März 2023 einigte Bozeman sich mit den Panthers auf einen neuen Dreijahresvertrag im Wert von 18 Millionen US-Dollar. Er bestritt 2023 alle 17 Spiele von Beginn an. Am 13. März 2024 wurde Bozeman von den Panthers entlassen.
Am 18. März 2024 nahmen die Los Angeles Chargers Bozeman unter Vertrag. Nach einem Jahr als Starter bei den Chargers verlängerte er seinen Vertrag im März 2025 um zwei Jahre.

## Persönliches
Nach dem Sieg im College Football Playoff National Championship Game 2017 gegen Georgia machte Bozeman auf dem Spielfeld seiner Freundin einen Heiratsantrag, den sie annahm. Während der NFL-Saison 2019 lebte er mit seiner Frau in einem Wohnwagen.